# Floretine
Floretine is een dihydrochalcon. Het is het aglycon (niet-suikergedeelte) van het glycoside floridzine (floretine-2′-O-glycoside), dat vooral voorkomt in de schil en het sap van appels, en daarnaast ook in aardbeien.
Floretine is in de Europese Unie zonder gebruiksbeperking toegelaten als aromastof in of op levensmiddelen. Volgens een octrooi van het bedrijf Symrise is de stof een smaakversterker die aan levensmiddelen een zoete smaak verleent bij een laag suikergehalte.